# Felsengebirgs-Lärche
Die Felsengebirgs-Lärche (Larix lyallii) ist eine sommergrüne Baumart aus der Gattung der Lärchen (Larix) in der Familie der Kieferngewächse (Pinaceae) die im Nordwesten von Nordamerika heimisch ist. Das Artepitheton ehrt den schottischen Arzt und Naturforscher David Lyall, der die Art entdeckt hat.

## Beschreibung

### Habitus

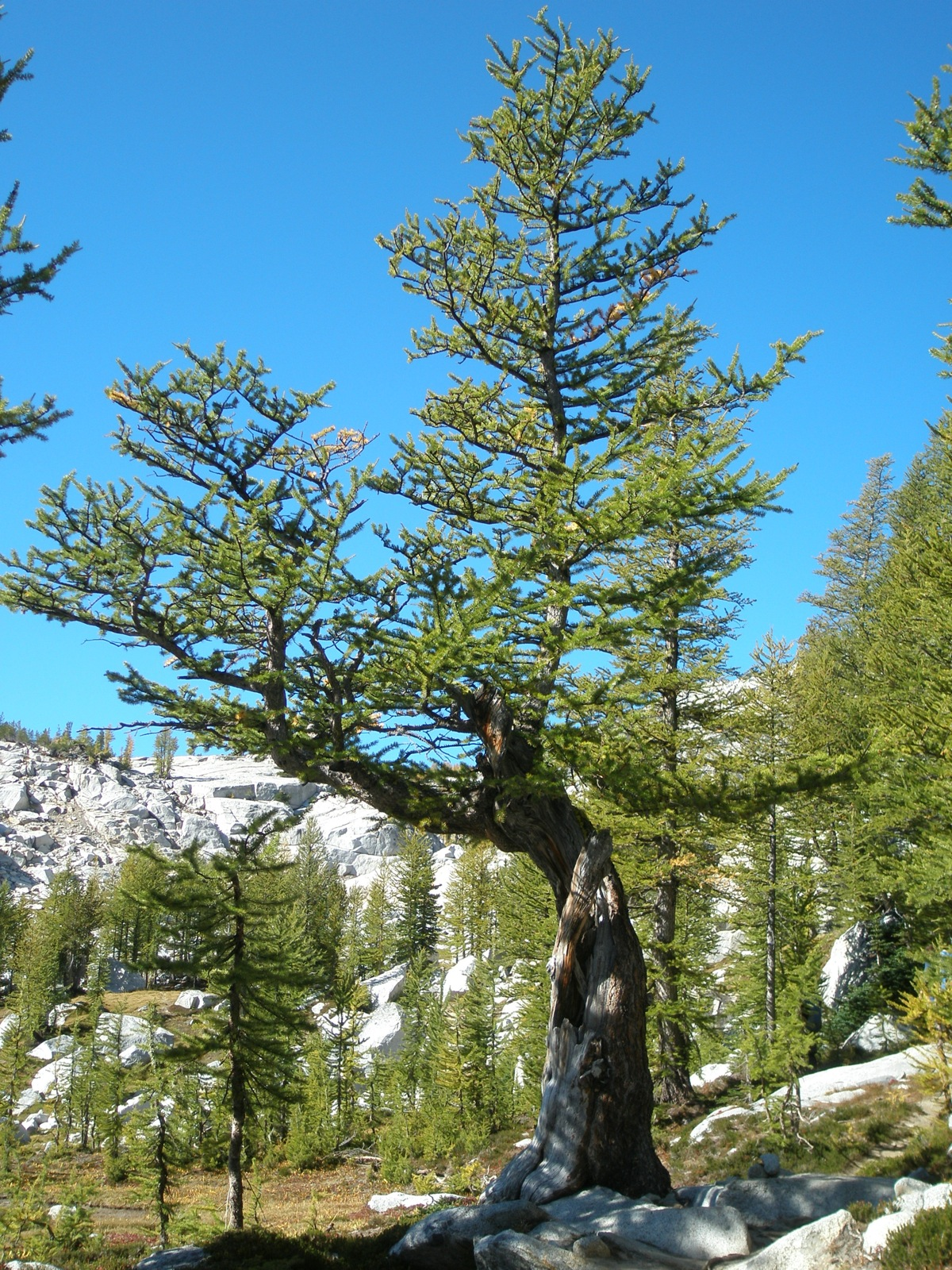
Baum im Sommer

Die Felsengebirgs-Lärche ist ein sommergrüner Baum, der meist Wuchshöhen von 20 bis 30 Metern, bisweilen bis 25 Metern und Brusthöhendurchmesser von 40 bis 60 Zentimeter erreicht. An ungünstigen, windexponierten Standorten wächst die Art latschenförmig und wird kaum größer als 20 Zentimeter. Die offene Krone ist breit und von unregelmäßiger Form mit langen und oft krummen Ästen. Die Zweige hängen herab. Die Felsengebirgs-Lärche erreicht ein Höchstalter von 400 bis 500 in Einzelfällen bis zu 1.000 Jahren.

### Belaubung
Die in Büscheln von 20 bis 30 stehenden nadelförmigen Blätter sind 2 bis 3,5 Zentimeter lang und stumpf blaugrün. Sie stehen üblicherweise an den Kurztrieben, nur selten findet man einzelne Nadeln an denLangtrieben. Sie besitzen zwei kleine Harzkanäle. Im Herbst färben sich die Nadeln leuchtend goldgelb, bevor sie abfallen. Die Nadeln bilden sich je nach Standort von Ende Mai bis Mitte Juni und fallen Ende September bis Anfang Oktober ab.

### Blüten, Zapfen und Samen

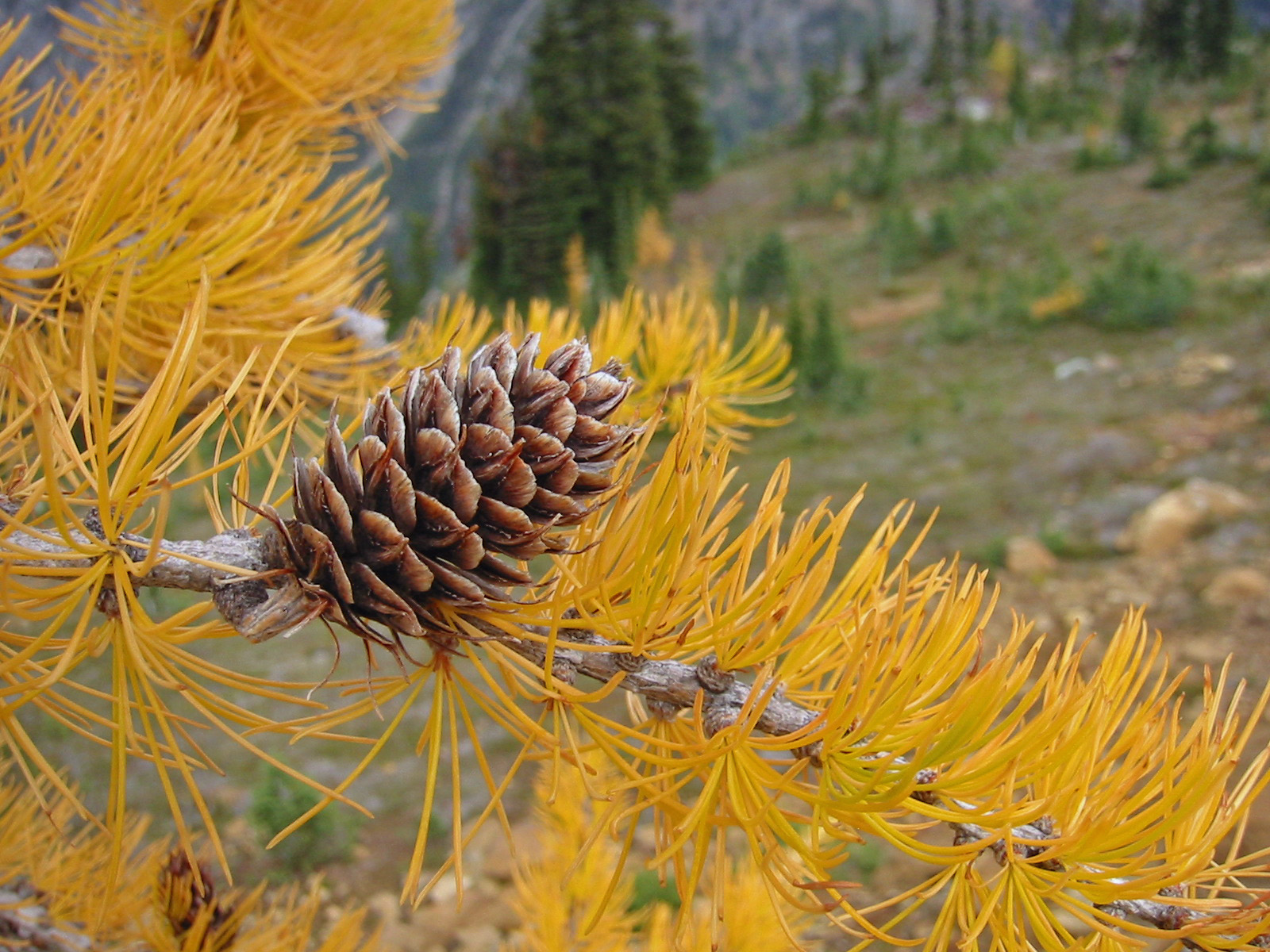
Zweig mit Zapfen im Herbst

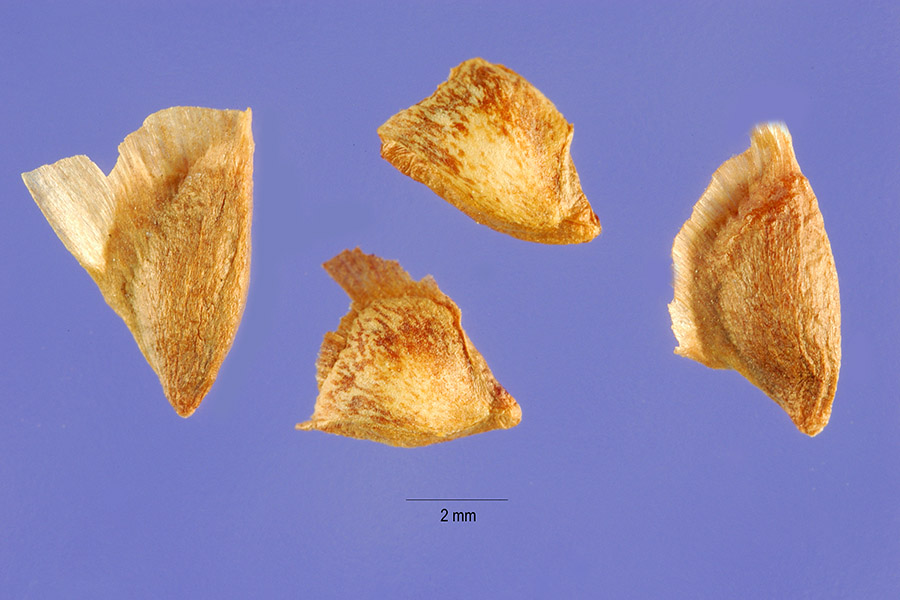
Samen

Die Felsengebirgs-Lärche ist einhäusig-getrenntgeschlechtig (monözisch) selten zwittrig. Die Blüte findet etwa eine Woche vor Blattaustrieb statt. Die circa 1 Zentimeter langen weiblichen Blütenzapfen sind leuchtend purpurrot, gelegentlich grün gefärbt. Die Pollen weisen Durchmesser von 78 bis 93 Mikrometer auf. Zur Bestäubung wird warmes und trockenes Wetter benötigt.
Die 2,5 bis 4 Zentimeter langen und rund 1,9 Zentimeter breiten Zapfen sind anfangs purpurfarben, bis zur Reifezeit im Herbst des Blütejahres dunkelbraun. Sie besitzen dünne Zapfenschuppen, deren Spitzen weit über den Zapfen herausragen. Die Samenschuppen werde rund 1,3 Zentimeter und die Deckschuppen rund 1,6 Zentimeter lang. Die gelben bis purpurfarbenen Samen sind 4 Millimeter lang und 2,7 Millimeter breit. Sie besitzen rund 6 Millimeter große Flügeln. Das Tausendkorngewicht beträgt 3,2 bis 4,3 Gramm.

### Rinde
Die Borke ist anfangs mehr gelb-grau, im Alter dunkel-rotbraun; sie bildet tiefe Risse und löst sich in kleinen schuppigen Platten. Ganz im Gegensatz zur Westamerikanischen Lärche (Larix occidentalis) ist die Borke relativ dünn. Die Rinde der einjährigen Zweige ist fein behaart. Bis zum 3. Jahr ist sie verkahlt, sehr rau und von grauschwarzer Farbe.

### Wurzel
Die Felsengebirgs-Lärche bildet ein tiefreichendes Wurzelsystem aus, das von einer Pfahlwurzel dominiert wird. Die Lateralwurzeln bilden Senkerwurzeln, die zwischen Felsen eindringen und den Baum so verankern.

### Holz
Das rötlich-braune Kernholz wird von einem schmalen trübweißen Splint umgeben. Es ist nur wenig über die physikalischen und anatomischen Merkmale des Holzes bekannt.

## Verbreitung und Standort

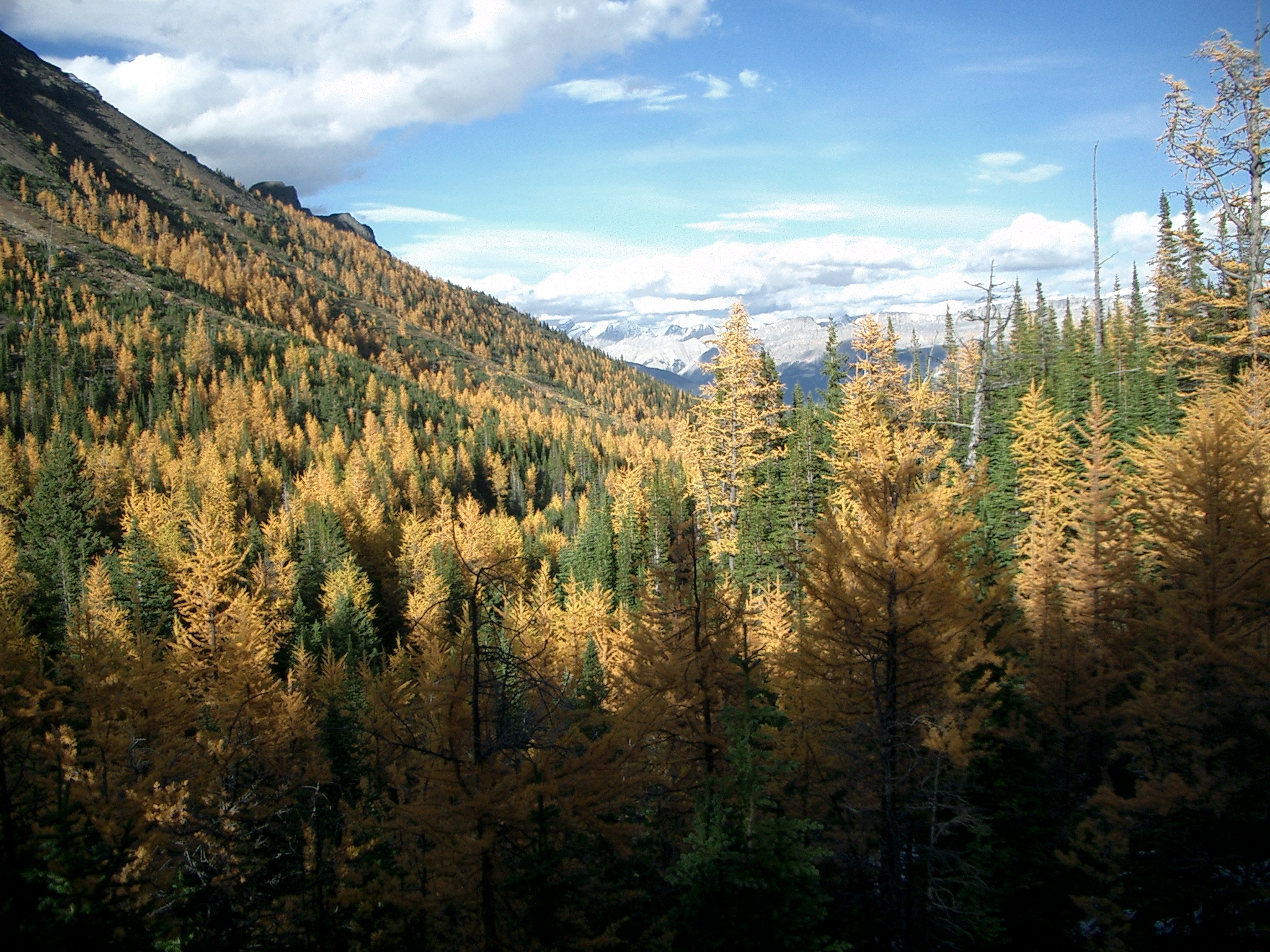
Bestand mit der Felsengebirgs-Lärche im Herbst

Die Heimat der Felsengebirgs-Lärche liegt im nordwestlichen Nordamerika in einem relativ kleinen Gebiet, das sich im Grenzgebiet der kanadischen Provinzen British Columbia und Alberta sowie der US-Bundesstaaten Washington, Idaho und Montana befindet. Sie wächst dort in Gebirgszügen der Rocky Mountains (zu deutsch veraltet Felsengebirge, daher der Speziesname) und der nördlichen Kaskadenkette.
Die Felsengebirgs-Lärche ist eine ausgesprochen winterharte Lichtbaumart. Sie kommt im Gebirge in Höhenlagen von über 2.300 Meter vor. Mitunter werden aber auch tiefer gelegene Lawinenzüge und Geröllhalden besiedelt. Zum Wachstum benötigt sie Jahresniederschläge von 1.020 bis 1.140 Millimeter. An trockenen Standorten findet man sie in der Nähe von Bächen oder Sickerwasser-Stellen. Diese Art ist ein Spezialist für saure, steinige und humusarme Böden die aus Granit oder Quarzit entstanden sind. Es werden selbst Böden die mit Flugasche bedeckt sind besiedelt. Bestände auf basischen Standorten sind selten. Es werden Mischbestände mit Pinus albicaulis, der Felsengebirgs-Tanne (Abies lasiocarpa) und der Engelmann-Fichte (Picea engelmannii) gebildet.

## Krankheiten und Schädlinge
Die Felsengebirgs-Lärche wird weder von Krankheiten noch von Schadinsekten ernsthaft bedroht. Als Blattparasit gilt eine Pilzart der Gattung Meria. Als Kernfäuleerreger gilt die Art Formes officinalis. Die Art gilt als anfällig gegenüber den beiden Rostpilzen Melampsora medusae und Melampsora occidentalis.

## Nutzung
Das Holz der Felsengebirgs-Lärche ist hart und witterungsbeständig wird aber aufgrund der schwer zugänglichen Bestände kaum genutzt. Der ökologische Nutzen, den die Art durch die Stabilisierung von steilen Hängen und der Verhinderung von Lawinen hat, ist enorm. Sie bietet vielen Tierarten Schutz und Nahrung.

## Systematik
Am natürlichen Standort hybridisiert die Felsengebirgs-Lärche bisweilen mit der Westamerikanischen Lärche (Larix occidentalis).